# Никенет
Никенет Самосский (др.-греч. Νικαίνετος ο Σάμιος,  лат. Nicaenetus Samius) или Абдерский — древнегреческий поэт III века до н. э. Родился в городе Абдеры, жил на острове Самосе.
Писал мифологический эпос: упоминаемый Афинеем («Пир мудрецов», XIII, 590b) «Каталог женщин», вероятно, сходный с «Эоями» Псевдо-Гесиода, и поэму «Лирк», на которую ссылается Парфений (сборник «О любовных страстях», главы I и XI), цитируя фрагмент в 10 гекзаметрических строк.
Также был автором эпиграмм, из которых сохранилось пять.
В стихотворении Мелеагра Гадарского о венке, где стихи полусотни греческих поэтов сравниваются с различными растениями, Никенету соответствуют ветви мирры.